# 馬龍尼禮天主教拉塔基亞教區
馬龍尼禮天主教拉塔基亞教區（拉丁語：Eparchia Laodicenus Maronitarum）是一個位於敘利亞的東儀天主教教區（馬龍尼禮教會），直屬聖座。
1954年4月16日設宗座署理區，1977年8月4日升為教區。2010年有教友33,000人、卅二個堂區、廿八名司鐸。現任教區主教為厄里亞·斯萊曼·斯萊曼。